# مايك إليوت (عازف قيثارة)
مايك إليوت (بالإنجليزية: Mike Elliott)‏ هو عازف قيثارة أمريكي، ولد في 18 مايو 1940، وتوفي في 14 سبتمبر 2005.

## وصلات خارجية
- مايك إليوت على موقع ميوزك برينز (الإنجليزية)